# 松本宣子
松本 宣子（まつもと　のりこ、1961年9月2日 - ）は、三重県四日市市出身の日本の柔道家。現役時代は72kg超級の選手。身長170cm。体重101kg。段位は五段。得意技は内股、大外刈。父は元大相撲力士の劍龍猛虎、兄も大相撲で活躍した巨砲丈士。

## 人物
暁高校から中京大学に進学すると、陸上競技の砲丸投で活躍して東海地区のチャンピオンにもなった。他に円盤投、空手、ウエイトリフティングなどにも取り組んでいた。しかし、砲丸投げでは世界はおろか国内でも勝てそうにないと考えて、21歳の時に全日本選手権で2位になったこともある河原月夫が運営する河原道場に入門して柔道に転向することになった。始めて1年もせずに体重別66kg超級で3位となった。1984年には愛知女子商業高校教諭になると、体重別72kg超級決勝では長崎西高校1年の坂上洋子を破って優勝を飾り、世界選手権代表に選ばれた。世界選手権の72kg超級では初戦でフランスのナタリナ・ルピノに袈裟固で敗れたが、無差別では準決勝まで勝ち上がるもののベルギーのイングリッド・ベルグマンスに袈裟固で敗れると、3位決定戦でも中国の高鳳蓮に優勢負けするが、柔道を始めて僅か2年余りで無差別において5位に辿り着いた。1985年には強化選手選考会決勝で坂上を破って優勝するが、体重別決勝では坂上に敗れて2位だった。また、福岡国際では3位になった。1986年には初開催となった女子の全日本選手権に出場して決勝まで進むが、自らより40kg程軽い61kg級の選手である東海大学4年の八戸かおりに判定で敗れて2位に終わった。一方、体重別では決勝で坂上を破って2年ぶり2度目の優勝を遂げるが、世界選手権では72kg超級、無差別ともに初戦で敗れた。その後も体重別で何度も上位に入賞したり、強化選手選考会では2度優勝を飾ったものの、再び代表になるまでには至らなかった。
引退後は愛知県内で高校教師を勤め、柔道師範、またNPO法人日本あおいの会理事としても活動している。

## 主な戦績
(階級表記のない大会は全て72kg超級での成績)
- 1983年 - 体重別 3位(66kg超級)
- 1984年 - カナダカップ 3位
- 1984年 - 体重別 優勝
- 1984年 - 世界選手権 無差別 5位
- 1985年 - 強化選手選考会 優勝
- 1985年 - 環太平洋柔道選手権大会 3位
- 1985年 - 体重別 2位
- 1985年 - 福岡国際 3位
- 1986年 - 全日本選手権 2位
- 1986年 - 体重別 優勝
- 1986年 - 福岡国際 3位
- 1987年 - 強化選手選考会 優勝
- 1988年 - 強化選手選考会 3位
- 1988年 - 体重別 3位
- 1989年 - 体重別 3位
- 1989年 - 強化選手選考会 優勝
- 1990年 - 体重別 3位
- 1990年 - 強化選手選考会 優勝
- 1990年 - 福岡国際 無差別 5位
- 1991年 - 体重別 2位
- 1990年 - 強化選手選考会 3位
- 1992年 - 体重別 3位